# Lair Point
Der Lair Point ist eine Landspitze der Livingston-Insel im Archipel der Südlichen Shetlandinseln. Auf der Nordseite der Byers-Halbinsel liegt sie 8 km südöstlich des Essex Point.
Das UK Antarctic Place-Names Committee gab der Landspitze 1962 einen deskriptiven Namen. Wie der Falkland Islands Dependencies Survey zwischen 1957 und 1958 anhand von Hinterlassenschaften herausfand, diente eine große Höhle an dieser Landspitze Robbenfängern in den 1820er Jahren als Versteck (englisch lair).